# 古晋大伯公庙
古晋寿山亭福德正神大伯公庙，简称古晋大伯公庙，又名寿山亭，是一座位于马来西亚砂拉越古晋河滨公园附近老巴刹路、东姑阿都拉曼路与浮罗岸路的三叉路口，与华人历史博物馆斜对面（原为华人事务裁判庭）的华人寺庙。它是古晋市最古老的寺庙，也是古晋智能遗产中历史遗迹遗产的一部分。供奉的主神为福德正神，也供奉观世音菩萨与地藏王菩萨。由于庙宇是由福建、潮州、海南、客属及广惠肇五所公会代表所组成的信托委员会共同打理庙中事务，因此吸引不少籍贯的信徒前往庙宇膜拜。

## 历史

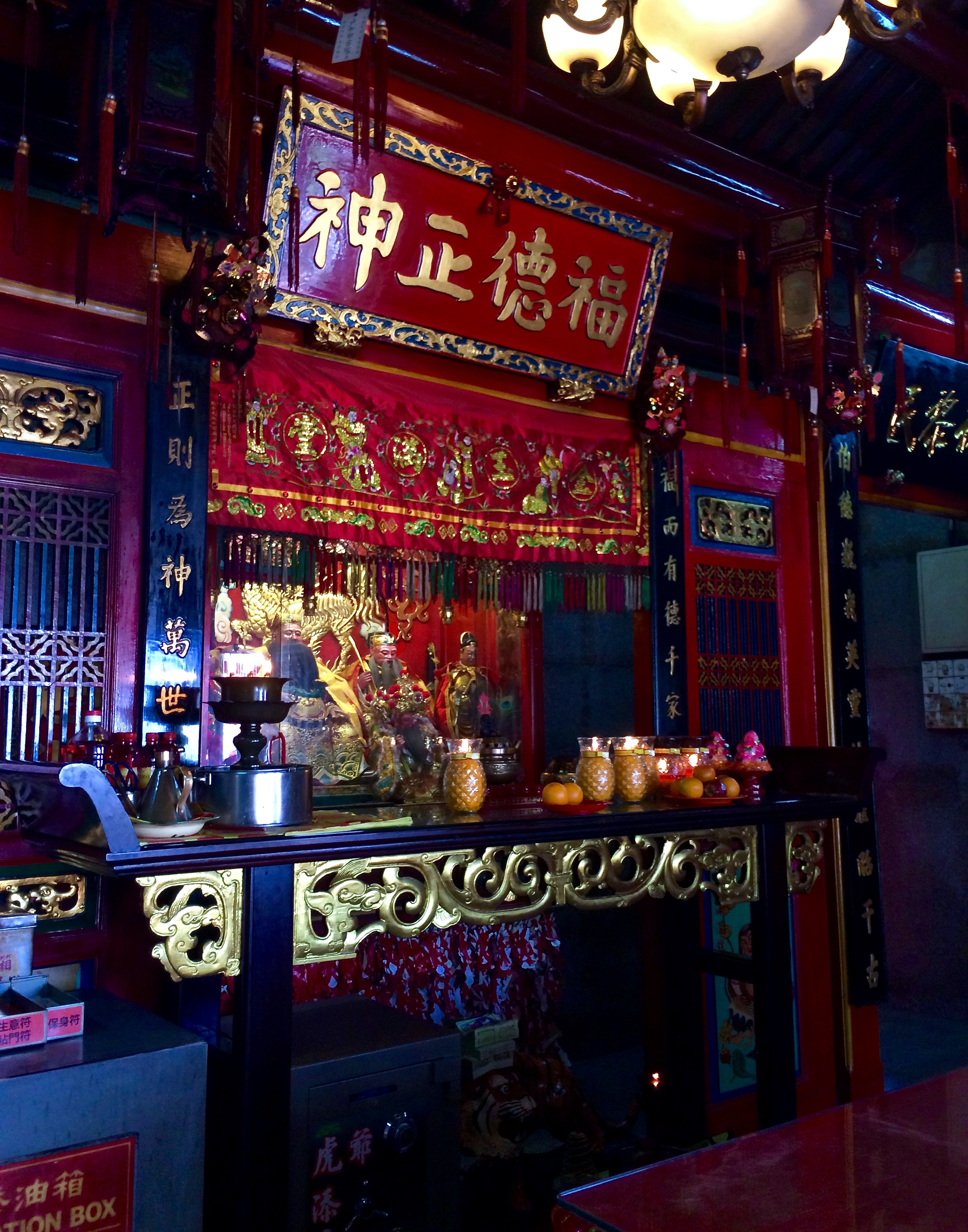
大伯公庙的主祭坛，上挂有“福德正神”之牌匾。

据信这座寺庙早在1839年就已存在。庙的前身是一座位于山脚下，简陋的木板小屋。其大部分历史只能追溯到1843年，并于1856年、1863年和1880年进行了三次大翻修。
1856年，大伯公庙进行了大规模的修葺工程，工人把粘土、石灰和沙土披在庙身的木板围墙上。1863年，翻修工作是对伯公庙的屋瓦与少许的砖墙进行更换。1880年，由于洋灰的引进，信眾随即合资雇工，把庙的围墙都改成砖墙，成了红墙绿瓦的传统庙宇。而在旧伯公庙大殿正中灯梁上的文字雕刻讲述了三大修建的故事。
寺庙在1884年的古晋大火以及后来的1941年第二次世界大战日本入侵期间幸存下来。尽管附近的城镇建筑因大日本帝国陆军（IJA）的轰炸而遭到严重破坏，但其结构仍然完好无损。
后来庙宇的梁朽柱蚀，就连大伯公的金身也惨遭白蚁驻食。1964年的炉主何亚传在长山号和新义兴号两位值年头家的帮助下，于年底开始整修工程时，人们希望按照惯例，在屋顶横梁上的某处记录原始结构的日期。
1965年农历二月初一的上午十时，已故华社元老级领袖王观兴与黄文周等人为已修复的伯公庙主持的“上灯梁”仪式。
迈入21世纪，大伯公庙的屋顶出现漏水等问题，因此以周启明为首的古晋华人慈善信托委员会，决定在2007年进行整修。
2008年9月，修复后的大伯公庙正式启用。
2008年12月31日，第一阶段复新工程正式完工。2010年2月后，第二阶段的复新工程正式开始。为了方便民众泊车，停车场建立在庙宇后方，也就是旧二小的校舍的旧址。
2014年1月7日，古晋北市市长拿督阿邦华合将大伯公寿山亭私人停车场批准证书移交给古晋华人慈善信托委员会主席周启明先生。
2015年12月11日，古晋华人慈善信托委员会主持参拜仪式，后由拿督斯里黄顺舸代表已故砂拉越首席部长拿督巴丁宜丹斯里阿迪南沙登主持庙庆祝建庙245周年暨第一与第二阶段复新工程竣工典礼。

## 民俗传说
由于大伯公庙风水绝佳，布洛克王朝自经历了石隆门华工起义的事件后对华社有所顾忌，深怕华人会威胁到他们的政权，因而设法破坏大伯公庙的风水。
大伯公庙前本来有一条名为“双溪古晋”（Sungai Kuching）的小支流，同时它还有一分叉流至邻近的古晋凤山寺前，风水师认为倘若神庙前有河流悠悠而过，将会使神明更加灵验。据说白人拉惹为此假借筑路之名在1928年填平该支流。
后来，白人拉惹在大伯公庙后的花盆山开辟道路（俗称“伯公岭”）只为破坏大伯公庙的“龙气”。他们表示，由于慕娘公司（现为希尔顿酒店）办公室前的道路狭窄，而且河滨经常举办赛龙舟等盛会，因此他们认为有必要修筑一条交叉路口以减少聚集在河边观赛而使道路瘫痪的人群。
1912年，白人拉惹在离大伯公庙附近的河边盖了一座四方形的建筑物，充作华人事务裁判庭，以用于调停华社内部的各种纠纷。据说这是为了要大伯公庙里供奉的福德正神每天是非琐事困扰，无法清净。

## 建筑景观

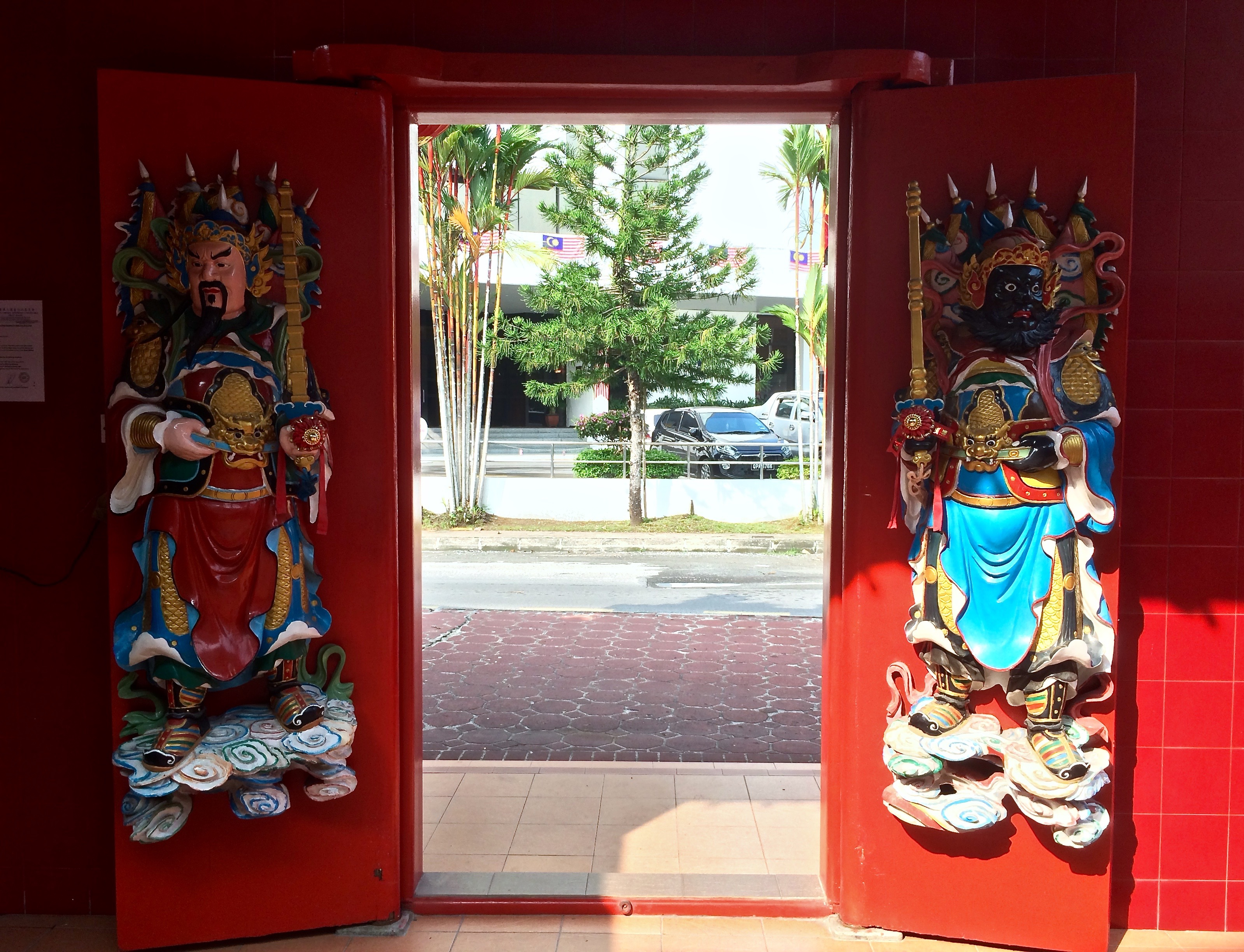
庙宇入口处栩栩如生的门神雕塑。

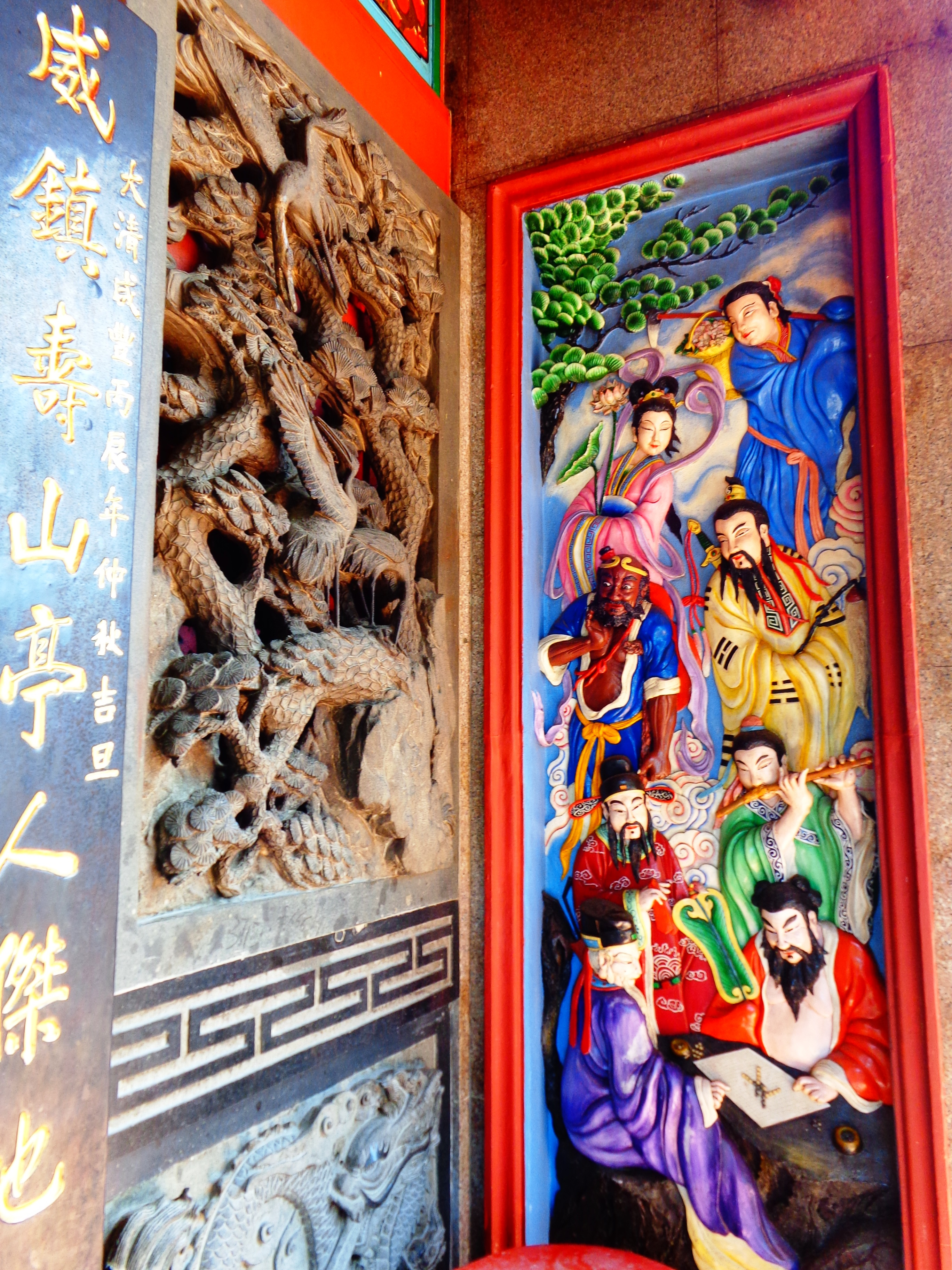
寿山亭里的八仙图。

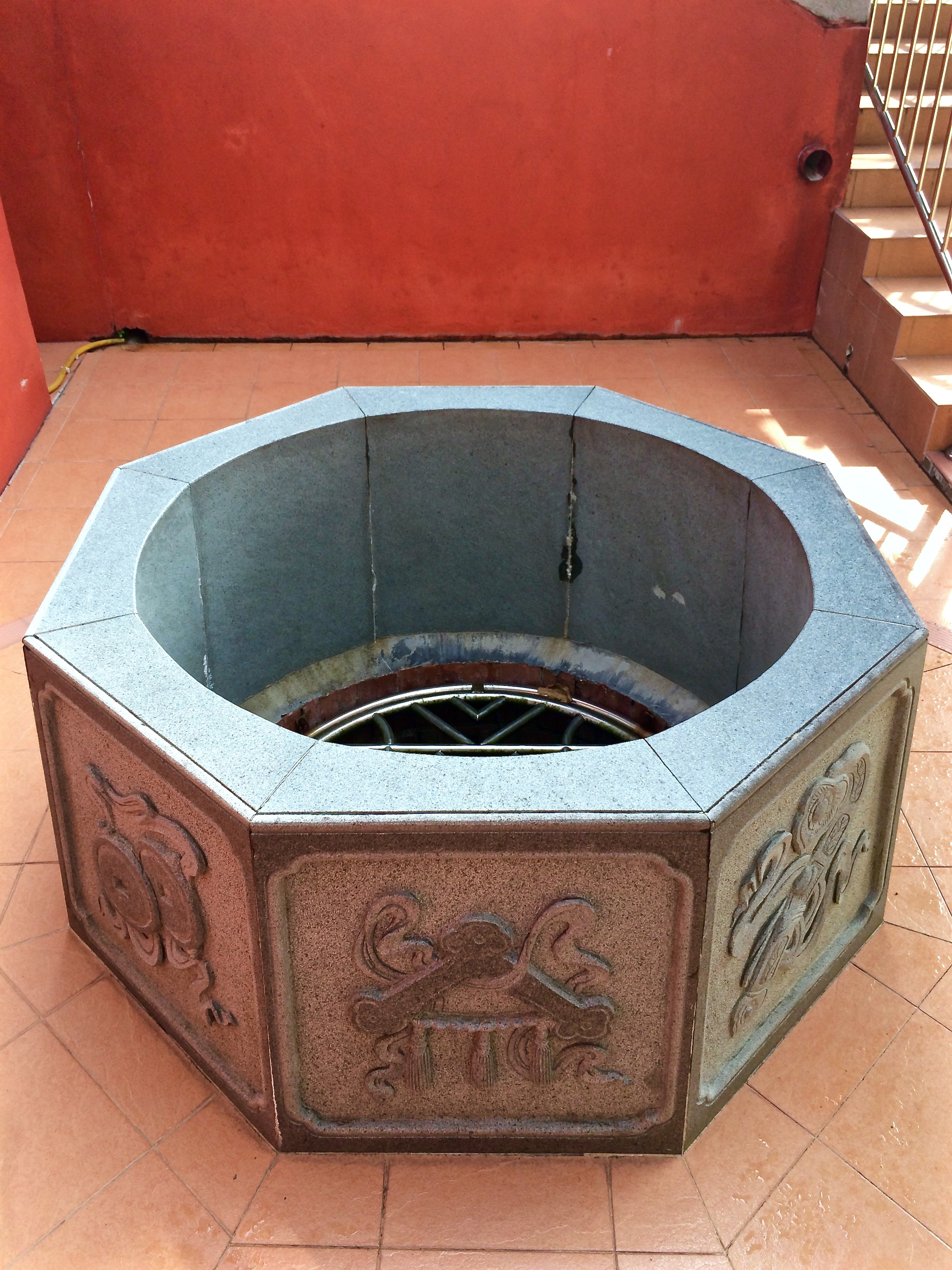
19世纪的古井，是除了大井巷的古井外，位于老巴刹的水井。后来甘蜜街的菜市场落成启用，而位于海唇街尾的老巴刹被拆除。这导致位于附近的两口水井被填平。

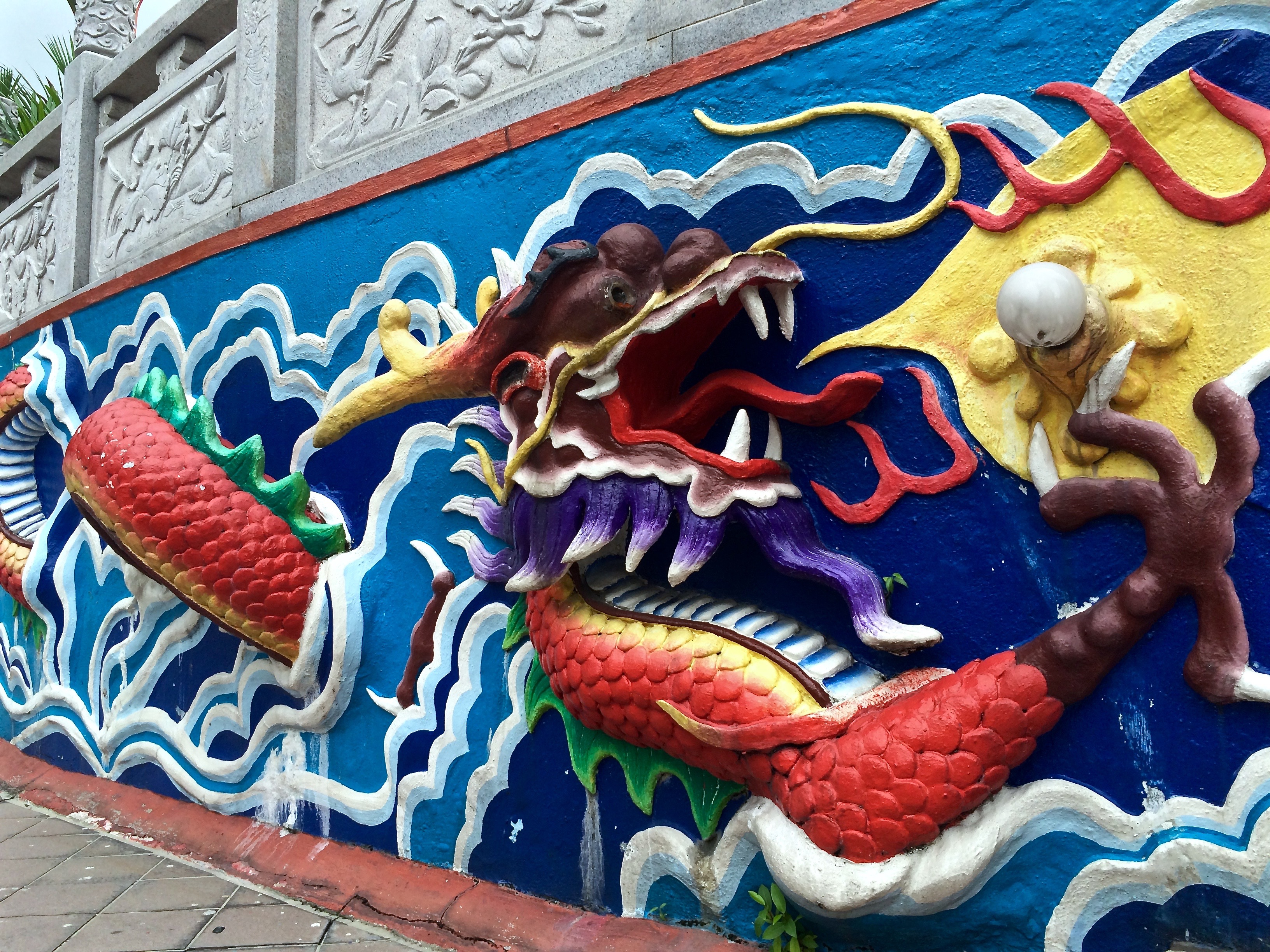
九龙壁。

寿山亭的伯公炉是早年从古晋凤山寺移至庙宇前方，具体年份及原因不得而知。庙门两侧的对联匾额上刻有“威震寿山亭人杰地灵万古，恩沾沙荖越（砂拉越旧称）风调雨顺千秋”的字样，是1856年的文物。寿山亭的后方保留着一口19世纪的古井。庙宇的砖墙被九龙壁包围。

## 活动
- 酬神节日[1]：
  - 农历二月初二：大伯公诞辰巡境盛会（原为每隔60年举行一次，后改为每三年举行一次）
  - 农历二月十五日：虎爷（大伯公坐骑）生日
  - 农历七月三十日：中元节
  - 农历八月十五日：大伯公升天之日